# Marc Pujolle
Marc Pujolle, né le 18 septembre 1962 à Nîmes (Gard), est un joueur français de rugby à XV. Il a joué avec l'équipe de France et évoluait au poste de pilier ou deuxième ligne (1,92 m pour 115 kg). 

## Carrière

### En club
- Jusqu’en 1981 : Lannemezan
- 1981-1989 : RC Toulon
- 1989-1993 : RRC Nice
- 1993-1995 : RC Toulon

Il a disputé le challenge européen en 1997-1998 avec Toulon.

### En équipe nationale
Il a disputé son premier test match en équipe de France le 4 octobre 1989 contre les Lions britanniques, et son dernier le 10 novembre 1990 contre l'équipe de Nouvelle-Zélande.

## Palmarès

### En club
Avec le RC Toulon
- Challenge Yves du Manoir :
  - Finaliste (1) : 1983
- Champion de France de première division :
  - Champion (1) : 1987
  - Vice-champion (1) : 1985

### En équipe nationale
- 8 sélections en équipe de France en 1989 et 1990
- Sélections par année : 2 en 1989, 6 en 1990
- Tournoi des Cinq Nations disputé : 1990